# Lucy Salani
Lucy Salani   (Fossano, 12 d'agost de 1924 - Bolonya, 21 de març de 2023) va ser una activista italiana, coneguda com l'única persona trans italiana supervivent d'un camp de concentració nazi.
Va néixer al municipi piemontès de Fossano el 1924 com a Luciano Salani i es va criar a Bolonya com a home homosexual. Com que era d'ideologia antifeixista, va desertar tant de l'exèrcit italià com del nazi i va ser consegüentment deportada a Dachau (Alemanya) el 1944. S'hi va estar sis mesos, fins a l'alliberament del camp per part dels Estats Units el 1945. Més tard, va viure a Itàlia i va viure entre Torí i Roma per a finalment tornar a Bolonya als anys vuitanta, on va morir el 2023.
És considerada per l'organització Movimento Identità Trans com l'única persona transgènere italiana que ha sobreviscut a les persecucions feixistes i nazis.

## Difusió
La seva figura ha estat difosa gràcies a la biografia Il mio nome è Lucy. L’Italia del XX secolo nei ricordi di una transessuale de Gabriella Romano, que també va dedicar-li el documentari Essere Lucy el 2011. Altres incursions en la pantalla gran de Salani inclouen l'entrevista que li va fer Gianni Amelio a Felice chi è diverso el 2014 i l'aparició al camp de Dachau a la pel·lícula C'è un soffio di vita soltanto, dirigit per Daniele Coluccini i Matteo Botrugno el 2021.